# Cosmos 1809
Cosmos 1809, también denominado Ionosonde, fue el nombre de un satélite artificial soviético construido con el bus AUOS y lanzado bajo el programa Intercosmos de cooperación internacional el 18 de diciembre de 1986 desde el cosmódromo de Plesetsk mediante un cohete Tsiklon.

## Objetivos
La misión de Cosmos 1809 consistió en probar nuevos métodos para el estudio de la ionosfera terrestre y estudiar la propagación de ondas de radio en la misma.

## Características
Cosmos 1809 se estabilizaba en los tres ejes y su instrumentación incluía lo siguiente:
- un sondeador vertical para medir perfiles de densidad de plasma (de 0,3 a 15,95 MHz).
- una sonda de impedancia para medir la concentración de plasma.
- una sonda de alta frecuencia para medir la temperatura de los electrones y su espectro en energías de hasta 6 eV y la densidad total de iones.
- un espectrómetro de masas para medir la densidad de iones y su composición.
- un espectrómetro de fotoelectrones para medir los flujos de fotoelectrones en el rango de energía entre 10 y 15 eV.
- un medidor de campo eléctrico para medir dos componentes del campo eléctrico y el potencial de la nave.
- un medidor de ondas VLF para frecuencias entre 70 Hz y 20 kHz.
- un receptor de banda ancha con un transmisor propio de telemetría con una frecuencia entre 0,1 y 50 MHz.

El satélite dejó de funcionar en 1987.